# 145-й истребительный авиационный полк
145-й истребительный авиационный полк — воинская часть военно-воздушных сил СССР в Великой Отечественной войне.

## История
Управление полка сформировано в Москве 29.12.1939 года.
Принимал участие в Зимней войне.
В составе действующей армии с 22.06.1941 по 04.04.1942.
На 22.06.1941 года базировался на Крайнем Севере, на аэродроме Шонгуй, в 25 километрах южнее Мурманска. В составе имел 56 И-16, уже в июне 1941 получил МиГ-3, а в июле 1941 — ЛаГГ-3.
С начала войны прикрывает Мурманск и Кировскую железную дорогу, ведёт бои с истребительной авиацией противника, в течение июля 1941 года несёт большие потери от истребителей противника, практикующих метод свободной охоты, в том числе, над аэродромом Шонгуй, в частности от действий немецкого аса гауптмана Герхарда Шашке, командира штабного звена IV/ZG76, летавшего на Bf.110. Так, 04.07.1941 в районе станции Кица пара немецких истребителей сбила три советских И-16 из состава полка, 07.07.1941 над аэродромом сбит один И-16, 11.07.1941 над аэродромом два И-16, 13.07.1941 над аэродромом одним Bf.110 было сбито три И-16. Герхард Шашке был сбит только 04.08.1941 капитаном А. П. Зайцевым, командиром 3-й эскадрильи полка, на ЛаГГ-3, в воздушном бою между парой Bf.110, парой Bf.109 против четырёх ЛаГГ-3 и трёх И-16, причём советские ВВС в этом бою потеряли 4 самолёта. За 1941 год полком потеряно 33 самолёта И-16.
В феврале 1942 года перевооружён самолётами «Харрикейн».
Действовал в Заполярье и северной Карелии.
04.04.1942 преобразован в 19-й гвардейский истребительный авиационный полк.

## Подчинение
| Дата            | Фронт (округ)                                 | Армия      | Корпус | Дивизия                           | Примечания                  |
| --------------- | --------------------------------------------- | ---------- | ------ | --------------------------------- | --------------------------- |
| 22.06.1941 года | Ленинградский военный округ                   | 14-я армия | -      | 1-я смешанная авиационная дивизия | с 24.06.1941 Северный фронт |
| 01.07.1941 года | Северный фронт                                | 14-я армия | -      | 1-я смешанная авиационная дивизия | -                           |
| 10.07.1941 года | Северный фронт                                | 14-я армия | -      | 1-я смешанная авиационная дивизия | -                           |
| 01.08.1941 года | Северный фронт                                | 14-я армия | -      | 1-я смешанная авиационная дивизия | -                           |
| 01.09.1941 года | Карельский фронт                              | 14-я армия | -      | 1-я смешанная авиационная дивизия | -                           |
| 01.10.1941 года | Карельский фронт (Кемская оперативная группа) | 14-я армия | -      | 1-я смешанная авиационная дивизия | -                           |
| 01.11.1941 года | Карельский фронт                              | 14-я армия | -      | 1-я смешанная авиационная дивизия | -                           |
| 01.12.1941 года | Карельский фронт                              | 14-я армия | -      | 1-я смешанная авиационная дивизия | -                           |
| 01.01.1942 года | Карельский фронт                              | 14-я армия | -      | 1-я смешанная авиационная дивизия | -                           |
| 01.02.1942 года | Карельский фронт                              | 14-я армия | -      | 1-я смешанная авиационная дивизия | -                           |
| 01.03.1942 года | Карельский фронт                              | 14-я армия | -      | -                                 | -                           |
| 01.04.1942 года | Карельский фронт                              | 14-я армия | -      | -                                 | -                           |

## Командиры
| Звание              | Ф.И.О                                       | Период                  | Примечания |
| ------------------- | ------------------------------------------- | ----------------------- | ---------- |
| майор               | Головня Михаил Михайлович                   | 01.1940 - 08.1940       |            |
| капитан             | Владимир Николаевич Штофф                   | 1940 г. - 19.10.40      |            |
| майор               | Никифоров                                   | 19.10.40 - ?            |            |
| полковник           | Шмельков Николай Иванович                   | 01.07.1941 — 10.08.1941 |            |
| майор, подполковник | Рейфшнейдер (Калугин) Георгий Александрович | 15.08.1941 — 04.04.1942 |            |

## Воины полка
| Награда | Ф.И.О.                       | Должность           | Звание            | Дата награждения        | Данные о вылетах   | Примечания                                  |
| ------- | ---------------------------- | ------------------- | ----------------- | ----------------------- | ------------------ | ------------------------------------------- |
|         | Гальченко, Леонид Акимович   | Командир эскадрильи | Капитан           | 06.06.1942              |                    |                                             |
|         | Кузьмин, Борис Михайлович    | Командир звена      | Старший лейтенант | 28.01.1942, посмертно   | 138 боевых вылетов | Погиб в воздушном бою 24.01.1942            |
|         | Миронов, Виктор Петрович     | Командир звена      | лейтенант         | 06.06.1942              |                    | погиб 16.02.1943                            |
|         | Мисяков, Иван Титович        | Командир звена      | лейтенант         |                         |                    | погиб 27.06.1941, совершив таран            |
|         | Небольсин, Алексей Захарович | Командир звена      | лейтенант         | 22 июля 1941, посмертно |                    | погиб 10 июля 1941, совершив огненный таран |